# Hindbær (bær)
Hindbær betegner frugten af en række forskellige buske, herhjemme særligt almindelig hindbær. Hindbær har været dyrket siden det 16. århundrede, og medicinsk har afkog af blade og rodskud været brugt imod diarré, hoste, feber og gigt. Bærret kan spises som det er, anvendes til desserter, i kager, is og som marmelade. I østeuropæiske egne drikkes gæret hindbærsaft som øl. I Belgien erstatter hindbær gær i øl[kilde mangler]. I Tyskland og Frankrig destilleres hindbær hhv. til Himbeergeist og framboise og kan indgå i likører. Hindbærbuskens blade kan anvendes til te. Hindbær er rige på C-vitamin, resveratrol og aromastoffet hindbærketon, der anvendes som slankemiddel. 
Botanisk set er hindbær, navnet til trods, ikke et bær, men en såkaldt flerfoldsfrugt.